# Экономический симулятор

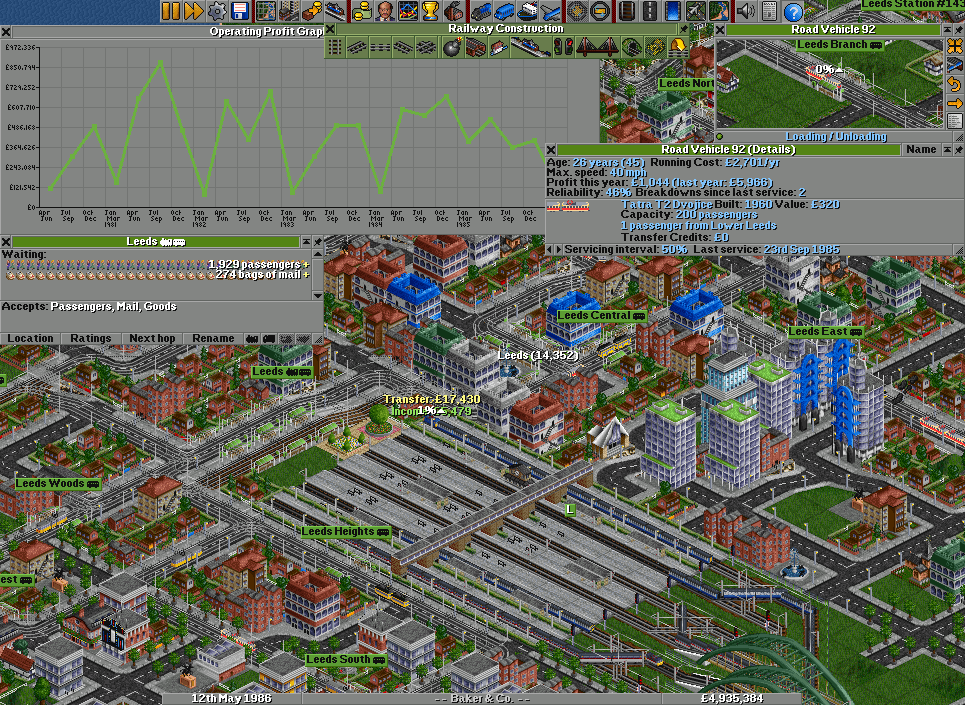
OpenTTD — бесплатный (свободное ПО) экономический симулятор

Экономический симулятор (англ. economic simulation game, или англ. tycoon game) — жанр компьютерных игр, разновидность симуляторов строительства и управления, основанный на отображении экономических, рыночных процессов.
Целью игрока, руководящего неким предприятием, является извлечение виртуальной прибыли.
В «чистых» экономических симуляторах отсутствуют элементы строительства. Игрок должен управлять уже существующим коммерческим предприятием, где рыночные процессы и поведение конкурентов относительно приближены к реальности.
Элементы экономической симуляции, зачастую весьма значительные, включаются во многие стратегические игры, где одной из целей игрока также является извлечение прибыли. В играх данного жанра игроку предоставляется возможность управлять экономическими системами различной степени сложности, например, городом (SimCity, Dwarf Fortress (один из режимов игры, частично)), островным государством (Tropico), фермой (SimFarm), транспортной фирмой (Railroad Tycoon, OpenTTD), управление компанией (Industry Giant 2), игровой компанией (Game Dev Tycoon); либо выбирать профиль и размер виртуального бизнеса по своему усмотрению (Виртономика) и т. п. Зачастую в качестве объектов управления могут выступать экзотические системы, например, муравейник (SimAnt) или подземелье (Dungeon Keeper).